# آر بزغاله
آر بزغاله یک ستاره است که در صورت فلکی بزغاله قرار دارد.